# Antoine Mélardy
Antoine Maurice Albert Mélardy (Bruxelles, 28 settembre 1907 – Knokke-Heist, 4 marzo 1973) è stato un pallanuotista belga.
Ha partecipato alle Olimpiadi del 1928.